# أولاد عيسى (المراكشية 1)
أولاد عيسى هو دُوَّار يقع بجماعة عين السبيت، إقليم الخميسات، جهة الرباط سلا القنيطرة في المملكة المغربية. ينتمي الدوّار لمشيخة المراكشية 1 التي تضم 3 دواوير. يقدر عدد سكانه بـ 1102 نسمة حسب الإحصاء الرسمي للسكان والسكنى لسنة 2004.

## روابط خارجية
- البوابة الوطنية للجماعات الترابية
- المندوبية السامية للتخطيط